# Orvosi macskagyökér
Az orvosi macskagyökér (Valeriana officinalis) a loncfélék családjába tartozó lágy szárú évelő növényfaj. Korábban saját családjába tartozott, a macskagyökérfélék (Valerianaceae) családjába, amit az APG III rendszer beolvasztott a loncfélék közé. További magyar nevei: mezei macskagyökér, baldrián, magdolnafű, valerián, gyökönke.
Neve a latin valēre (egészségesnek lenni) szóból származik.

## Elterjedés, élőhely
Ázsia és Európa legnagyobb részén elterjedt polimorf faj. Magyarországon középhegységi lomberdőkben él, kedveli a jó vízgazdálkodású talajokat és viszonylag vízigényes.

## Alfajok
Az orvosi macskagyökér alfajainak rendszertani besorolása vitatott, némely szerzők önálló fajokként tárgyalják ezeket. V. officinalis gyűjtőfajként a V. collina, V. exaltata, V. sambucifolia kisfajok vagy alfajok is értelmezhetők.

## Leírása

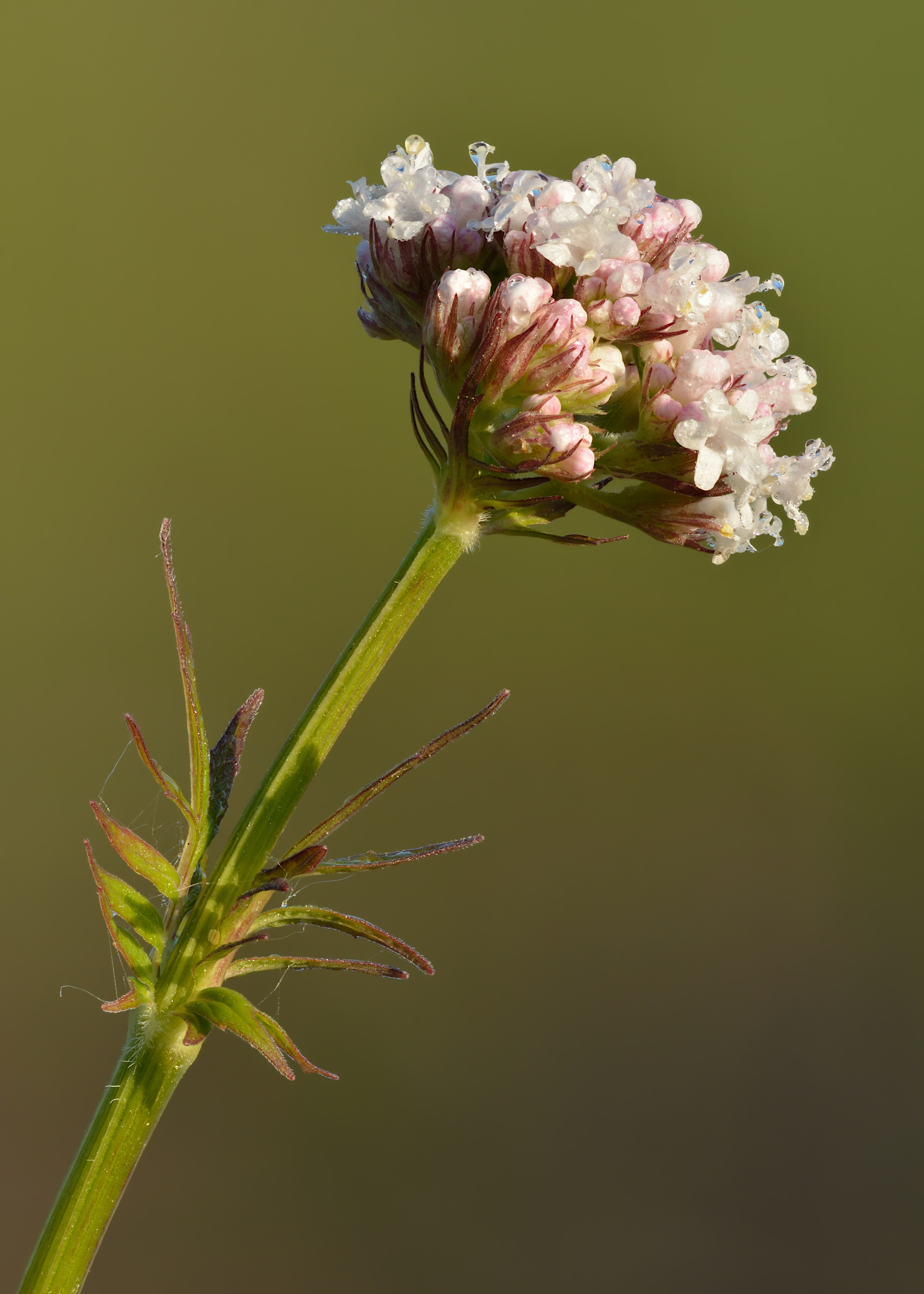
Virágos szár

A természetben megtalálható fajok gyöktörzse rövid, számos húsos 2–5 mm vastag gyökeret ereszt. Szára a második évben jelenik meg, az 1 m-t is meghaladhatja, üreges és barázdált. Páratlanul szárnyalt levelei átellenes állásúak, 15-20 levélkével, az alsó részen nyelesek, a felsőn ülők. Virágzata álernyő, virágai fehérek vagy rózsaszínűek, illatosak. Termése bóbitás kaszat.

## Felhasználása

### Gyógyászati felhasználása
Drogja a gyökér, melyet jellemzően vadon nem gyűjtenek, a felhasznált részeket termesztett állományból nyerik. Hatóanyagai valepotriátok, szeszkviterpén ketonok (valerénsav, valerenal, valeranon stb.). A gyógyszerhatóanyagként használt valepotriátokat magasabb illóolajtartalmú fajokból nyerik ki, ezek a Valeriana jatamansi indiai elterjedésű faj és a Valeriana edulis subsp. procera mexikói faj.
A népgyógyászatban az egyik legrégebben használt növény, teáját citromfűvel és komlóval társítva alvászavar kezelésére használják. Galagonyával párosított tinktúráját ideges gyomor- és szívpanaszokra alkalmazzák.
A természetgyógyászatban elsősorban a növény valerénsavat tartalmazó gyökerét használják. Illóolajában található piridinszármazék, az aktinidin, amely egyes rovarok számára feromon.
- Belsőleg fejfájás, szívidegesség, álmatlanság, izomgörcs, bélirritáció kezelésére használják.
- Külsőleg ekcéma, sebek, fekélyek gyógyszere.

A májbetegeknek nem ajánlják az alkalmazását.
Tartalmaz piridinszármazékokat, melyek az orvosi macskagyökér és az Actinidia poligama nevű, a kivivel rokon növény illóolajában van meg. Bizonyos rovarok számára feromon.
Az orvosi macskagyökér földbeli része a VIII. Magyar Gyógyszerkönyvben Valerianae radix néven hivatalos. A gyökér résznek további három kivonata is szerepel benne.

### Hatása
A macskagyökér kivonatban lévő valerénsavak olyan enzimeket képesek befolyásolni és gátolni, amelyek a gamma-aminovajsav (GABA) lebontásáért felelősek. A valerénsav gyengén kötődik a GABA-A receptorhoz, gátolja a GABA újrafelvételét és fokozza a GABA felszabadulást, növelve ezzel a GABA szintjét a szinaptikus résben.
Kimutatták, hogy a fő hatás a valerénsav GABA lebomlását gátló hatásából és a macskagyökér GABA tartalmából eredhetnek. Érdekes módon a macskagyökér kivonatában GABA-t találtak, ami valószínűleg felelős a fenti aktivitásért. A gamma-aminovajsav koncentráció növekedése a központi idegrendszerben általános szeditációt eredményez.
Humán vizsgálatok során hatékonynak találták enyhe és közepes alvászavarokban, a REM fázisra gyakorolt kedvezőtlen hatás és a kognitív funkciók másnapi szignifikáns károsodása nélkül.
Állatkísérletekben a macskagyökér kivonatanyagai központi tompító és izomrelaxáló effektust eredményeztek. A valerénsav a pentobarbitálhoz hasonló módon befolyásolta a lokomotilitást.
Csökkenti a motilitást és növeli a tiopentál- és a fenobarbitál-indukált alvásidőt. Az EEG-n szedatív hatás mutatható ki és szignifikánsan csökkenti az agy glükóz-metabolizmusát.